# Voitures modernisées Sud-Est à bogies (« Bruhat »)
Pour les articles homonymes, voir Bruhat.
Les voitures modernisées Sud-Est à bogies dites « Bruhat » sont des voitures de chemin de fer de diagramme B10t, utilisées en France. Elles résultent de la modernisation d'anciens modèles de voitures de type ty (voitures à bogies équipée de toilettes). Leur surnom fait référence à Louis Bruhat, l'ingénieur de la SNCF qui les a conçues. On lui doit aussi la modernisation des voitures à essieux dites « trois pattes ».

## Description
Les voitures ty ayant servi de base appartenaient à deux lots distincts :
- 118 voitures (sur 170 construites) d'origine PLM,
- 200 voitures d'origine prussienne récupérées en 1918-1919 en compensation des dommages de guerre et attribuées aux réseaux de l'Est et du Midi.

Toutes ces voitures possédaient à l'origine une caisse en bois tôlée avec une portière d'accès par compartiment. Un couloir latéral permettait l'accès aux toilettes. Certaines voitures d'origine allemande avaient été équipées dans les années 1920 par le réseau du Midi d'une caisse en bois à accès par les extrémités.
À la suite de la réalisation d'un prototype en 1956, la modernisation des 318 voitures s'est effectuée de 1958 à 1959 pour les ex-PLM et de 1960 à 1962 pour les prussiennes. La nouvelle caisse métallique, longue de 22,30 m, était équipée sur chaque face d'une double porte centrale d'accès pliante à commande pneumatique. Elle donnait accès à deux salles à couloir central équipées de banquettes neuves (4 places de front). Pour maintenir une capacité en voyageurs suffisante (80 places), les châssis récupérés avaient été coupés et rallongés au centre.
La vitesse limite est passée de 120 à 140 km/h, les organes du frein ayant été modifiés. Il y avait une intercirculation à soufflets pour les voyageurs ce qui a permis d'incorporer ces voitures dans les trains express.
Cette modernisation était quasiment une reconstruction : de la voiture d'origine n'étaient conservés que les longerons de châssis, les tampons et les bogies (de divers types), tout le reste étant neuf.

### Livrées
La livrée d'origine était vert celtique à toit noir. Par la suite[Quand ?] le toit est devenu vert. Les encadrements de fenêtre ont été modernisés.
Une livrée bleu à bande bée gris béton et portes corail a été essayée sur une voiture circulant dans la région de Metz. Elle a été appliquée aux voitures vendues en Afrique de l'ouest ainsi qu'à celle conservée par l'ATCM.

## Services effectués

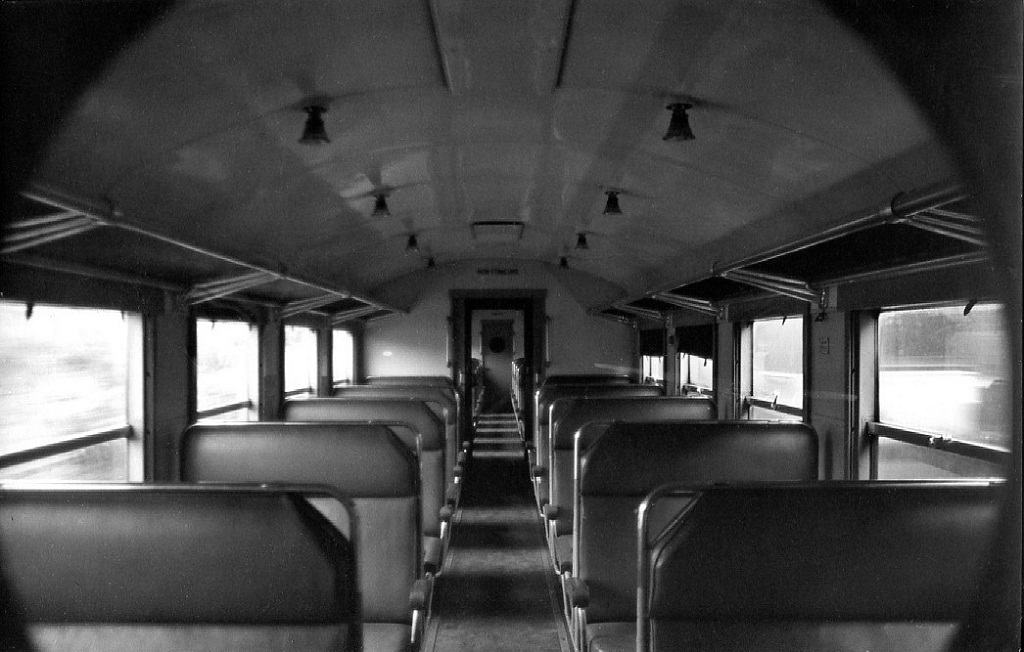
Intérieur d'une voiture en 1978 entre Laroche et Dijon

Ces voitures ont circulé sur l'ensemble du réseau SNCF  jusqu'à leur retrait du service effectué entre 1987 et 1991. Elles étaient utilisées quotidiennement sur les trains locaux (omnibus) et en début de carrière sur des trains express, parfois à grand parcours. Ces voitures ont été tractées par tous les types de locomotives ayant pu rouler entre la fin des années 50 et la fin des années 80 (vapeur, diesel et électrique). Conçues à l'origine pour la seconde classe, elles étaient incorporées dans des rames incluant des voitures Est, OCEM, ex PLM métallisées Sud-Est ou DEV de 1re classe ou mixtes 1/2ème classe.
Certaines voitures ont eu une brève deuxième vie en Albanie. D'autres ont été vendues au Sénégal après adaptation à la voie métrique. De livrée bleue et gris béton, elles y assurent la liaison Dakar - Bamako jusque dans les années 2010,,.

## Préservation

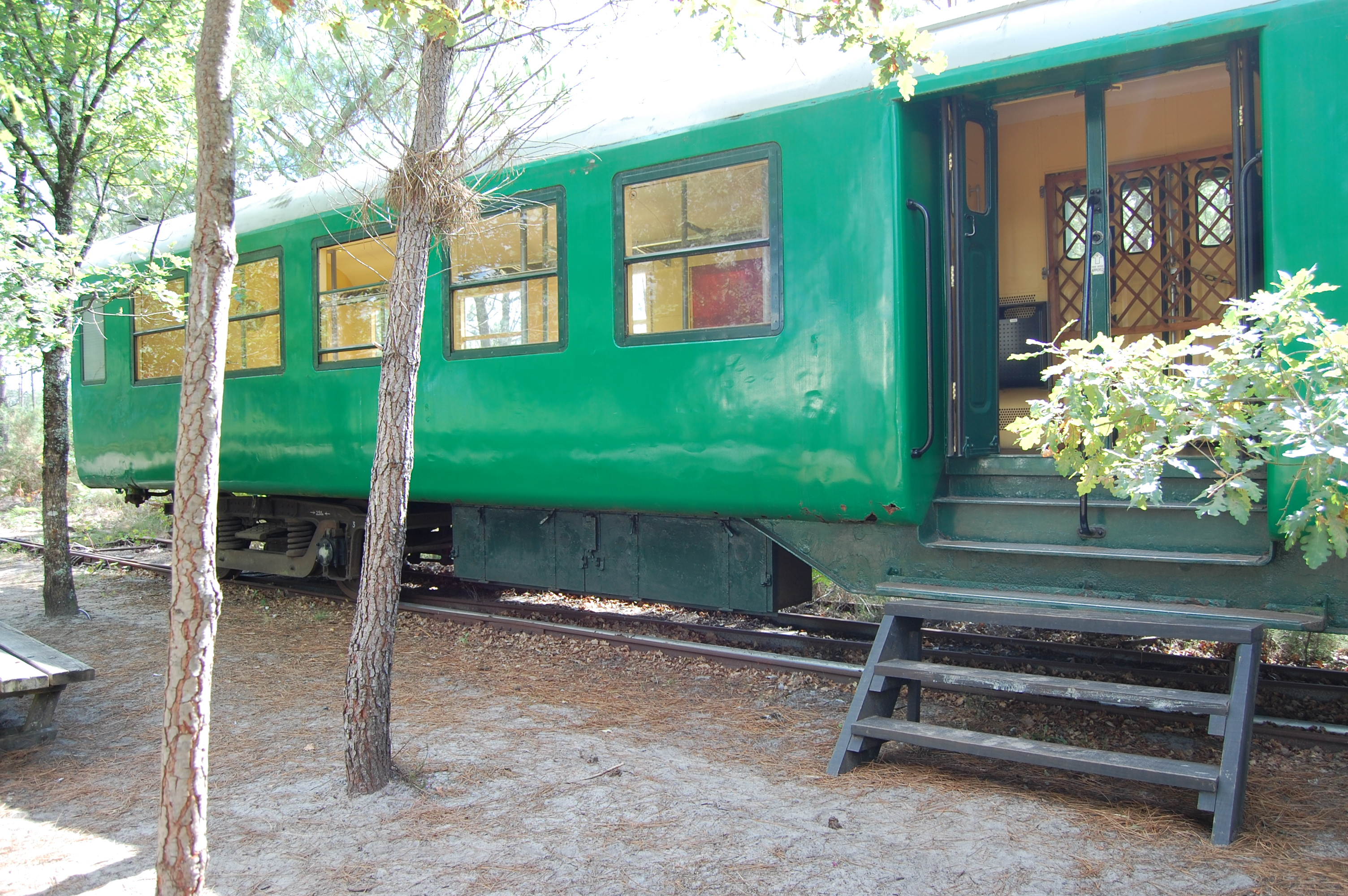
La seconde voiture Bruhat de l'écomusée de Marquèze, stationnée au terminus actuel de la ligne.

Deux voitures étaient préservées sur la ligne de chemin de fer touristique de Sabre à Marquèze. Mais au lieu d'être restaurée, l'écomusée de Marquèze a permis la dénaturation de l'une d'elles en « œuvre d'art ». La deuxième reste stationnée au terminus de Marquèze.
Les voitures 50 87 20-44 578-6, 50 87 20-44 580-6 et 50 87 20-44 586-6 sont conservées par le Train touristique du Cotentin. La voiture 586-6 est classée MH.
Les voitures 50 87 20-44 576-8, 50 87 20-44 577-6 et 50 87 20-44 585-9 sont conservées par le Dépôt-musée de Pont-Érambourg.
Le Chemin de fer touristique de la Brévenne préserve la voiture 50 87 20-44 684-0.
Lechemin de fer à vapeur des trois vallées possédait deux voitures, qui ont été envoyées à la ferraille en 2016.

## Modélisme
Plusieurs marques dont Roco ont reproduit ce type de voiture en HO et en N, y compris en livrée bleue.

## Culture
Des voitures Bruhat apparaissent dans le film Calmos de Bertrand Blier sorti en 1976. À partir de la 39e minute, Jean Rochefort et Jean-Pierre Marielle repartent d'une gare, et Bernard Blier les accompagne sur le quai où l'on peut apercevoir ces voitures.